# كات ويليامز
كات ويليامز (بالإنجليزية: Katt Williams)‏ هو رابر وموسيقي وممثل أمريكي، ولد في 2 سبتمبر 1973 بسينسيناتي في الولايات المتحدة.

## أعمال

### أفلام
- (2007) نوربت[6]
- (2013) فيلم مخيف 5

## وصلات خارجية
- كات ويليامز على موقع IMDb (الإنجليزية)
- كات ويليامز على موقع ألو سيني (الفرنسية)
- كات ويليامز على موقع ميوزك برينز (الإنجليزية)
- كات ويليامز على موقع قاعدة بيانات الأفلام السويدية (السويدية)
- كات ويليامز على موقع إن إن دي بي (الإنجليزية)
- كات ويليامز على موقع أول ميوزيك (الإنجليزية)
- كات ويليامز على موقع ديسكوغز (الإنجليزية)
- كات ويليامز على موقع قاعدة بيانات الفيلم (الإنجليزية)